# ألكساندرا بيشوف
ألكساندرا بيشوف هي فنانة أداء كندية، ولدت في 1991 في إدمونتون في كندا.